# Copris surdus
Copris surdus är en skalbaggsart som beskrevs av Gilbert John Arrow 1931. Copris surdus ingår i släktet Copris och familjen bladhorningar. Inga underarter finns listade i Catalogue of Life.